# Reprezentacja Węgier w piłce wodnej mężczyzn
Reprezentacja Węgier w piłce wodnej mężczyzn – zespół, biorący udział w imieniu Węgier w meczach i sportowych imprezach międzynarodowych w piłce wodnej, powoływany przez selekcjonera, w którym mogą występować wyłącznie zawodnicy posiadający obywatelstwo węgierskie. Za jej funkcjonowanie odpowiedzialny jest Węgierski Związek Piłki Wodnej (MVS), który jest członkiem Międzynarodowej Federacji Pływackiej.

## Historia
W 1912 roku reprezentacja Węgier debiutowała na turnieju olimpijskim w Sztokholmie, który zakończyła na 5. miejscy.

## Udział w turniejach międzynarodowych

### Igrzyska olimpijskie
Reprezentacja Węgier 17-krotnie występowała w turnieju. Najwyższe osiągnięcie to złote medale w 1932, 1936, 1952, 1956, 1964, 1976, 2000, 2004, 2008.
| 1900 | Nie uczestniczyła              | Nie uczestniczyła              |
| 1904 | Nie uczestniczyła              | Nie uczestniczyła              |
| 1908 | Nie uczestniczyła              | Nie uczestniczyła              |
| 1912 | I runda                        | 5. miejsce                     |
| 1920 | Nie uczestniczyła              | Nie uczestniczyła              |
| 1924 | Ćwierćfinał                    | 5. miejsce                     |
| 1928 | Finał                          | Wicemistrz                     |
| 1932 | Finał                          | Mistrz                         |
| 1936 | Finał                          | Mistrz                         |
| 1948 | Finał                          | Wicemistrz                     |
| 1952 | Finał                          | Mistrz                         |
| 1956 | Finał                          | Mistrz                         |
| 1960 | Półfinał                       | 3. miejsce                     |
| 1964 | Finał                          | Mistrz                         |
| 1968 | Półfinał                       | 3. miejsce                     |
| 1972 | Finał                          | Wicemistrz                     |
| 1976 | Finał                          | Mistrz                         |
| 1980 | Półfinał                       | 3. miejsce                     |
| 1984 | Awans/Wycofana przed turniejem | Awans/Wycofana przed turniejem |
| 1988 | Ćwierćfinał                    | 5. miejsce                     |
| 1992 | Ćwierćfinał                    | 6. miejsce                     |
| 1996 | Półfinał                       | 4. miejsce                     |
| 2000 | Finał                          | Mistrz                         |
| 2004 | Finał                          | Mistrz                         |
| 2008 | Finał                          | Mistrz                         |
| 2012 | Ćwierćfinał                    | 5. miejsce                     |
| 2016 | Ćwierćfinał                    | 5. miejsce                     |
| 2020 | Nie zakwalifikowała się        | Nie zakwalifikowała się        |

### Mistrzostwa świata
Reprezentacja Węgier 17-krotnie występowała w turnieju. Najwyższe osiągnięcie to mistrzostwo w 1973, 2003, 2013.
| 1973 | Awans                   | Mistrz                  |
| 1975 | Awans                   | Wicemistrz              |
| 1978 | Awans                   | Wicemistrz              |
| 1982 | Awans                   | Wicemistrz              |
| 1986 | Awans                   | 9. miejsce              |
| 1991 | Awans                   | 3. miejsce              |
| 1994 | Awans                   | 5. miejsce              |
| 1998 | Awans                   | Wicemistrz              |
| 2001 | Awans                   | 5. miejsce              |
| 2003 | Awans                   | Mistrz                  |
| 2005 | Awans                   | Wicemistrz              |
| 2007 | Awans                   | Wicemistrz              |
| 2009 | Awans                   | 5. miejsce              |
| 2011 | Awans                   | 4. miejsce              |
| 2013 | Awans                   | Mistrz                  |
| 2015 | Awans                   | 6. miejsce              |
| 2017 | Awans                   | Wicemistrz              |
| 2019 | Awans                   | 4. miejsce              |
| 2022 | Nie zakwalifikowała się | Nie zakwalifikowała się |

### Puchar świata
Reprezentacja Węgier 13-krotnie występowała w turnieju. Najwyższe osiągnięcie to zdobycie trofeum w 1979, 1995, 1999, 2018.
| 1979 | Awans                   | Mistrz                  |
| 1981 | Awans                   | 6. miejsce              |
| 1983 | Awans                   | 7. miejsce              |
| 1985 | Nie zakwalifikowała się | Nie zakwalifikowała się |
| 1987 | Nie zakwalifikowała się | Nie zakwalifikowała się |
| 1989 | Awans                   | 3. miejsce              |
| 1991 | Awans                   | 4. miejsce              |
| 1993 | Awans                   | Wicemistrz              |
| 1995 | Awans                   | Mistrz                  |
| 1997 | Awans                   | 3. miejsce              |
| 1999 | Awans                   | Mistrz                  |
| 2002 | Awans                   | Wicemistrz              |
| 2006 | Awans                   | Wicemistrz              |
| 2010 | Nie zakwalifikowała się | Nie zakwalifikowała się |
| 2014 | Awans                   | Wicemistrz              |
| 2018 | Awans                   | Mistrz                  |

### Mistrzostwa Europy
Reprezentacja Węgier 32-krotnie występowała w turnieju. Najwyższe osiągnięcie to mistrzostwo w 1926, 1927, 1931, 1934, 1938, 1954, 1958, 1962, 1974, 1977, 1997, 1999.
| 1926 | Awans             | Mistrz            |
| 1927 | Awans             | Mistrz            |
| 1931 | Awans             | Mistrz            |
| 1934 | Awans             | Mistrz            |
| 1938 | Awans             | Mistrz            |
| 1947 | Awans             | 4. miejsce        |
| 1950 | Nie uczestniczyła | Nie uczestniczyła |
| 1954 | Awans             | Mistrz            |
| 1958 | Awans             | Mistrz            |
| 1962 | Awans             | Mistrz            |
| 1966 | Awans             | 5. miejsce        |
| 1970 | Awans             | Wicemistrz        |
| 1974 | Awans             | Mistrz            |
| 1977 | Awans             | Mistrz            |
| 1981 | Awans             | 3. miejsce        |
| 1983 | Awans             | Wicemistrz        |
| 1985 | Awans             | 5. miejsce        |
| 1987 | Awans             | 5. miejsce        |
| 1989 | Awans             | 9. miejsce        |
| 1991 | Awans             | 5. miejsce        |
| 1993 | Awans             | Wicemistrz        |
| 1995 | Awans             | Wicemistrz        |
| 1997 | Awans             | Mistrz            |
| 1999 | Awans             | Mistrz            |
| 2001 | Awans             | 3. miejsce        |
| 2003 | Awans             | 3. miejsce        |
| 2006 | Awans             | Wicemistrz        |
| 2008 | Awans             | 3. miejsce        |
| 2010 | Awans             | 4. miejsce        |
| 2012 | Awans             | 3. miejsce        |
| 2014 | Awans             | Wicemistrz        |
| 2016 | Awans             | 3. miejsce        |
| 2018 | Awans             | 8. miejsce        |
| 2020 | Awans             | Mistrz            |
| 2022 | Eliminacje w toku | Eliminacje w toku |